# ماتياس سشيلس
ماتياس سشيلس (1 مايو 1993 بهاسلت في بلجيكا - ) هو لاعب كرة قدم بلجيكي في مركز الدفاع. لعب مع نادي سينت ترويدن.

## روابط خارجية
- ماتياس سشيلس على موقع قاعدة بيانات كرة القدم.إي يو (الإنجليزية)
- ماتياس سشيلس على موقع Soccerway.com (الإنجليزية)
- ماتياس سشيلس على موقع عالم كرة القدم.نت (الإنجليزية)